# Gaio Avidio Cassio
Gaio Avidio Cassio (Cyrrhus, 120 circa – luglio 175) è stato un generale romano di origine siriana, usurpatore a cui era stato conferito l'imperium proconsulare maius da Marco Aurelio.

## Biografia

### Origini famigliari
Avidio Cassio era di nobili natali, della città siriana di Cyrrhus. Suo padre, Eliodoro, non era stato senatore, ma era comunque un uomo di una certa condizione sociale: era stato segretario ab epistulis (probabilmente ab epistulis Graecis) dell'imperatore Adriano, dopo Suetonio e C. Valerio Eudemone; aveva seguito l'imperatore nei suoi viaggi e fu prefetto d'Egitto alla fine del regno di Adriano (negli anni 137-142). Alcuni studiosi hanno ipotizzato una discendenza di Avidio Cassio da Antioco IV di Commagene, per parte di Avidio Antioco, suo nonno. Ottenne così la promozione sociale per il figlio.

### Carriera militare
Negli anni 139-153 ricoprì alcuni incarichi militari percorrendo il cursus honorum delle tres militiae dell'ordine equestre. Cassio apparteneva alla gens Cassia e partecipò alle campagne partiche di Lucio Vero (162-166) al seguito dell'imperatore. Fu grazie all'abilità di Avidio Cassio, la cui conduzione viene attribuita espressamente da Marco Aurelio allo stesso Cassio, che i Romani sconfissero le truppe del re Vologese IV a Dura Europos (nel 164), occuparono la capitale dei Parti Ctesifonte e la città di Seleucia al Tigri (nel 165), conquistarono quindi la Media (nel 166), costringendo Vologese a firmare una pace umiliante. L'Armenia e la Mesopotamia settentrionale tornarono, così, in mano ai Romani. Cassio e il suo collega, Publio Marzio Vero, entrambi trentenni all'epoca, ottennero il consolato suffetto nel 166 (maggio-giugno) grazie ai loro successi conseguiti nella guerra di quegli anni contro i Parti. Dopo il consolato divennero governatori: Cassio della Siria, Marzio Vero della Cappadocia.
Nel 172 Cassio fu inviato in Egitto, dove soffocò una pericolosa insurrezione dei Bucolici, pastori-predoni stanziati nel Delta del Nilo. In seguito tornò governatore della Siria.

### Ribellione e morte (175)
Una rivolta scoppiata nell'Oriente romano impedì, però, a Marco Aurelio di portare a termine i suoi piani strategici. Cassio, che si era distinto come uno dei migliori comandanti militari romani nella guerra contro i Parti, spinto dalla falsa notizia della morte di Marco a seguito di una grave malattia, si era proclamato imperatore. Secondo quanto ci tramanda sia Cassio Dione sia la Historia Augusta, Avidio Cassio accettò la porpora imperiale per volere di Faustina, poiché la stessa credeva che Marco Aurelio stesse per morire e temeva che l'impero potesse cadere nelle mani di qualcun altro, visto che Commodo era ancora troppo giovane. Nel 175, alla falsa notizia della morte di Marco Aurelio, Cassio venne acclamato imperator dalla Legio III Gallica e appoggiato nella sua elezione sia da Flavio Calusio, governatore d'Egitto, sia dagli ebrei. Delle province orientali, solo Cappadocia e Bitinia non si schierarono a fianco dei ribelli. All'inizio Marco Aurelio cercò di tenere segreta la notizia dell'usurpazione, ma quando fu costretto a renderla pubblica, di fronte all'agitazione dei soldati si rivolse loro con un discorso (adlocutio). l'imperatore rivelò di voler evitare inutili spargimenti di sangue tra Romani. Egli disse - secondo quanto riferisce Cassio Dione - che avrebbe ceduto volentieri ad Avidio l'impero senza combattere per il bene comune, se fosse stata solo una questione personale; che avrebbe acconsentito che questa decisione fosse presa dall'esercito e dal senato di Roma. L'imperatore, quindi, chiamò a sé Commodo, e cercò di placare gli animi dei senatori, scrivendo loro di non aver mai "insultato Cassio in alcun modo, se non riferendosi a lui come ad un ingrato. Né Cassio disse o scrisse nulla di insultante nei confronti di Marco". Alla fine, Marco Aurelio auspicò che Cassio non si uccidesse o fosse ucciso non appena avesse saputo che egli stava muovendogli contro, poiché aveva sinceramente intenzione di riconciliarsi con lui, dando così un nuovo esempio della sua grande clemenza.
Tre mesi dopo, quando la notizia della morte di Marco Aurelio si rivelò ufficialmente falsa, il Senato romano proclamò Cassio hostis publicus, nemico dello stato e del popolo romano. Il princeps deplorava la necessità di dover muovere contro il suo fidato subordinato, dichiarando pubblicamente di sperare ancora in un possibile perdono, ma non appena la notizia dell'arrivo di Marco Aurelio giunse ad Avidio, quest'ultimo fu ucciso dai suoi stessi soldati, dopo soli 100 giorni di potere. Giunto in Oriente, l'imperatore fece bruciare la compromettente corrispondenza dell'usurpatore per evitare che questa potesse mettere in luce un coinvolgimento di altri cittadini nella rivolta e lo ponesse nella situazione di doverli punire. I soldati portarono la testa di Avidio a Marco Aurelio, come testimonianza dell'uccisione, ma egli preferì non vedere neppure coloro che l'avevano ucciso, facendoli allontanare e disponendo che Avidio fosse seppellito con tutti gli onori. Alcuni studiosi hanno creduto vi sia stato un qualche reale appoggio alla congiura da parte della stessa Faustina, che Marco avrebbe però volutamente ignorato.
Cassio Dione e la Historia Augusta spiegano bene quale fosse l'atteggiamento di Marco Aurelio nei confronti della ribellione e del presunto ruolo dell'Augusta. Faustina appoggiò il tentativo di Avidio, poiché temeva per i figli piccoli. Ella infatti, non avendo più fiducia nella salute del marito, non poteva proteggere i figli da sola. E quando Cassio fu ucciso e la sua testa portata a Marco, l'imperatore che avrebbe voluto dimostrargli il suo perdono e salvarlo, non esultò, al contrario esclamò: "Mi è stata tolta un'occasione di clemenza: la clemenza, infatti, dà soprattutto prestigio all'imperatore romano agli occhi dei popoli. Io però risparmierò i suoi figli, il genero e la moglie". E così lasciò metà del patrimonio paterno ai figli di Avidio Cassio, mentre a sua figlia dette in dono una grande quantità di oro, di argento e di gemme.